# Independence Day (pjesma Brucea Springsteena)
"Independence Day" je pjesma Brucea Springsteena s njegova petog albuma The River iz 1980. Snimljena je u The Power Stationu u New Yorku u veljači i svibnju 1980.
"Independence Day", zajedno s naslovnom pjesmom, "Wreck on the Highway" i "Point Blank", jedna je od pjesama na The River koje su zamišljene kao kratka priča ili pripovijest o junaku. Ujedno je jedna od mračnijih pjesama na albumu. Stihovi govore o domu koji više ne uspijeva zadržati oca i sina. Pjesmu pjeva sin ocu, počevši sa stihom "Papa go to bed now, it's getting late", okrećući tako uobičajenu zapovijed koju otac upućuje sinu. Sin shvaća da unatoč njihovim sličnostima, otac i sin se nikad neće složiti nego samo nastaviti konstantno se svađati, te da je to vrijeme da sin napusti dom.
"Independence Day" je neubičajeno tužna i privatna pjesma, sa sporim klavirom i polaganim solom na saksofonu, kao i delikatnim orguljama i akustičnom gitarom. Pjesma je opisana kao Springsteenov najbolji snimljen vokal, s nepogrešivom iskrenošću koja potpaljuje pjesmu.
Iako je objavljena na The River 1980., "Independence Day" je napisana 1977., a izvođena je na Darkness Touru 1978. Bila je iznimno popularna koncertna pjesma, a do 2008. je izvedena 190 puta. Koncertna verzija pjesme objavljena je na koncertnom albumu Live/1975-85.
"Independence Day" je u nekoliko zemalja objavljena kao B-strana na izdanju singla "The River".

## Vanjske poveznice
- Stihovi "Independence Day" na službenoj stranici Brucea Springsteena